# Бондарь, Владимир Налькович
Бондарь Владимир Налькович (род. 16 октября 1968, Луцк, УССР) — украинский политик.

## Биография
Родился 16 октября 1968 года в Луцке.
В 1996 г. окончил исторический факультет Волынского национального университета имени Леси Украинки. В 2007 г. — Волынский государственный университет им. Леси Украинки. Факультет последипломного образования (экономика).
- 1985—1986 — учащийся СПТУ № 9 города Луцка.
- 1986 — слесарь Государственного подшипникового завода № 28, город Луцк.
- 1986—1988 — служба в армии, в/ч 47425.
- 1989—1991 — электромонтер 3-го разряда Государственного подшипникового завода 28, город Луцк.
- 1991—1996 — студент Луцкого педагогического института имени Леси Украинки (Волынский государственный университет имени Леси Украинки).
- 1995—1997 — в.а. ведущего специалиста отдела молодежи управления по делам молодежной политики, физической культуры, спорта и туризма Волынской облгосадминистрации. Ведущий специалист отдела организационно-методической работы Центра социальных служб для молодежи, город Луцк.
- 1998—2000 — заведующий отделом по делам несовершеннолетних и молодежи исполкома Луцкого горсовета.
- 2000—2001 — заместитель начальника управления по вопросам внутренней политики Волынской облгосадминистрации.
- 2002 — директор Центра муниципальных реформ «Луцк-1432».
- 4 февраля 2005 — 15 ноября 2007 — председатель Волынской облгосадминистрации[1][2].
- Апрель — ноябрь 2008 — советник Президента Украины[3][4].

Советник Президента Украины (вне штата) (ноябрь 2008 — март 2010); депутат Волынского облсовета от НСНУ (2006—2010), член постоянной комиссии по вопросам бюджета, финансов, имущества, совместной собственности территориальных громад сел, поселков, городов области. Почетный председатель правления Центра общественных молодежных организаций Волыни «Наше дело».
Председатель Волынского областного объединения студенческой молодежи «Зарево» (1995—1996). Председатель правления Центра общественных молодежных организаций Волыни «Наше дело» (1996—2002). Председатель Волынской областной организации ПРП (1997—2004). Член НСНУ (2005—2008), член Совета НСНУ (с июля 2005).
С 2008 г. — председатель Волынской областной организации Единого Центра; заместитель председателя Партии, член Президиума Единого Центра.

## Парламентская деятельность
Народный депутат Украины 4-го созыва, избран по избирательному округу № 22
Волынская область. Член партии «Реформы и порядок» (Фракция «Наша Украина»). Член Комитета Верховной Рады Украины по вопросам государственного строительства и местного самоуправления

## Награды и звания
Государственный служащий 1-го ранга (с октября 2005). Орден «За заслуги» III (октябрь 1999), II степеней (декабрь 2007). Орден Данилы Галицкого (октябрь 2008).